# مطابقت کامل (فیلم ۲۰۱۶)
مطابقت کامل (به انگلیسی: The Perfect Match) یک فیلم کمدی رمانتیک محصول سال ۲۰۱۶ آمریکا به کارگردانی بیله وودراف است. فیلم‌نامهٔ این فیلم را دانا ورد، براندون بروسارد و گری هردویک نوشته‌اند و در ۱۱ مارس ۲۰۱۶ منتشر شد.